# Teoria ośrodków centralnych

Teoria ośrodków centralnych (teoria Christallera) – teoria wyjaśniająca prawidłowości rządzące rozmieszczeniem, liczbą i wielkością miejscowości w systemie osadniczym. Jej twórcą jest niemiecki geograf Walter Christaller.
Teoria ta opiera się na przekonaniu, że rozmieszczenie miejscowości wynika z pełnionych przez nie funkcji centralnych, tzn. takich działalności, które obsługują ludność mieszkającą na obszarze ich wpływu (obszarze obsługi, inaczej zaplecza). Poprzez termin „ośrodek centralny” rozumie się najczęściej miasto, może być nim jednak każda jednostka osadnicza, która zaspokaja potrzeby mieszkańców otaczających ją obszarów (np. wieś gminna); każde dobro i usługa centralna, np. piekarnia, poczta, szpital, ma różny zasięg rynkowy i różny próg sprzedaży (zasięg rynkowy to odległość, jaką konsument jest skłonny przebyć, aby skorzystać z danego dobra, czyli opłacalna odległość docierania dóbr centralnych; próg sprzedaży natomiast to minimalna liczba osób korzystających z danej funkcji centralnej, by jej lokalizacja była opłacalna w danym ośrodku).
Funkcje niskiego rzędu (np. sklep spożywczy) mają niewielki zasięg rynkowy i niewielki próg sprzedaży, dobra wyższego rzędu (np. uczelnia) mają szeroki zasięg rynkowy i wysoki próg. Dobra niskiego rzędu są świadczone w dużej liczbie ośrodków, zarówno najmniejszych, jak i największych, a dobra wyższego rzędu – tylko w niewielkiej liczbie ośrodków największych.

## Hierarchiczność
Istnienie różnych rodzajów dóbr centralnych o różnych zasięgach rynkowych wyznacza hierarchię osiedli. Hierarchiczność wyraża się w:
- istnieniu rzędów (poziomów) hierarchii ośrodków centralnych, przy czym każdy rząd posiada charakterystyczne dla siebie funkcje; wraz z kolejnymi szczeblami hierarchii rośnie liczba funkcji centralnych i ludności oraz obszar obsługi miasta, maleje natomiast ich liczba.
- miejscowości centralnej wyższego rzędu podporządkowana jest pewna liczba ośrodków niższego rzędu, w zależności od głównej zasady (tzw. wartości k), która rządzi relacjami pomiędzy ośrodkami.
- ośrodki centralne wyższego rzędu posiadają wszystkie funkcje ośrodków niższego rzędu; celem pokazania przestrzennego regularnego uporządkowania systemu ośrodków.

## Założenia upraszczające
- ludność rozmieszczona jest w sposób równomierny, a jej siła nabywcza jest wszędzie taka sama;
- dobra centralnie są nabywane w najbliższym ośrodku centralnym;
- cały obszar obsługiwany jest przez ośrodki centralne;
- koszty transportu są jednakowe we wszystkich kierunkach, a konsumenci podróżują do ośrodków centralnych najkrótszą drogą;
- żaden ośrodek centralny nie osiąga zysków nadzwyczajnych.

Spełnienie tych założeń powoduje, że obszary obsługi ośrodków centralnych przyjmują postać heksagonów, przy czym ich powierzchnia jest różna dla różnych szczebli hierarchii (patrz rys.).

## Zastosowanie
Teoria ośrodków centralnych była narzędziem planowania na Polderze Północno-Wschodnim w Holandii. Najlepiej teoria ta sprawdza się w regionach rolniczych o charakterze równinnym. Nie da się nią wyjaśnić rozmieszczenia i wielkości miast przemysłowych, turystycznych czy portowych. Obecnie stosuje się ją do badań nad lokalizacją działalności usługowej, a także jako zespół hipotez i narzędzi badawczych stosowanych przy analizie sieci osadniczej, jest też użyteczna w badaniu konkurencyjności miast.

## Krytyka teorii
Krytyka dotyczy przede wszystkim geometrycznego schematu ośrodków, który trudno znaleźć w realnej przestrzeni, a także sztywnej „szczeblowej” hierarchii (w rzeczywistości sieć miast ma rozkład ciągły, zgodny z regułą wielkości-kolejności), oraz jej statyczności (nie wyjaśnia wzrostu i spadku rangi miast w czasie); mimo to teoria ta jest jednym z największych dokonań w dziedzinie geografii i fundamentem badań związku miast z ich otoczeniem.